# Heinrich Röder
Heinrich Röder (* 14. April 1897 in Barmen; † 25. September 1954 in Wuppertal) war ein deutscher Architekt, Maler und Bildhauer.

## Leben
Heinrich Röders Vater war der Bauunternehmer Heinrich Röder senior.
Von 1911 bis 1914 absolvierte Röder eine Ausbildung als Architektenlehrling, die mit einer dreijährigen Büro- und Maurertätigkeit einherging. 1914 bis 1915 besuchte er die Kunstgewerbeschule in Barmen bei Gustav Wiethüchter. Von 1916 bis 1918 war er Kriegsteilnehmer im Ersten Weltkrieg. Bis 1920 studierte er an der Baugewerkschule in Barmen. Als angestellter Architekt war er von 1920 bis 1926 in Mengeringhausen/Waldeck, Bochum und Düsseldorf tätig. 1926 machte er sich als Architekt in Barmen selbständig. Es folgten Bauausführungen im In- und Ausland, Stadt- und Landhäuser, Innenraumgestaltung und Brückenbau, Hotel- und Siedlungsanlagen, letztere zum Teil mit Bauplastiken von Carl Moritz Schreiner und Ernst Hahn, Mitglied der Bergischen Kunstgenossenschaft, der zum Freundeskreis um Heinrich Röder gehörte. Um 1930 fertigte Hahn Bauplastiken für die Bauten von Heinrich Röder an der Wilkhaus- und Windhornstraße in Barmen, die zum Teil noch vorhanden sind.
Ab 1928 war Röder als Bildhauer, Graphiker und Maler tätig. Seit 1929 beteiligte sich das Mitglied Röder an diversen Ausstellungen des Wupperkreises, bei dem „der Mensch und seine geistige Existenz im Mittelpunkt“ standen. 1932 folgte eine größere Ausstellung seiner plastischen Arbeiten in der Barmer Ruhmeshalle. In der Zeit des Nationalsozialismus war ihm in Deutschland keine öffentliche künstlerische Tätigkeit möglich.
1934 beschäftigte er sich mit Hotelbau in Italien, als Bildhauer betrieb er ein eigenes Atelier in Chiavari. 1939 bis 1945 widmete er sich dem Brückenbau, vornehmlich in Lothringen, Straßen- und Flussbrücken über die Saar, Mosel, Rur, über die Autobahn und über die Ruhr bei Hattingen. 1943 wurden sein Atelier und viele seiner Arbeiten durch Kriegseinwirkung zerstört. Ab 1945 führte er weitere Wohnhausbauten aus und fertigte als Bildhauer Bauplastiken, Porträtbüsten sowie figürliche Plastiken. Heinrich Röder trat nach dem Zweiten Weltkrieg auch als Dozent der Volkshochschule Wuppertal hervor. Weiterhin leitete er die 1947 gegründete anthroposophische „Arbeitsgemeinschaft für künstlerische Erziehung Wuppertal“. Er entwickelte unter anderem „Reihungen“ – zeichnerische, malerische Metamorphosen eines Motivs, dessen Strukturen vom realistischen Vorwurf (Haus, Baum, Berg, Gestirn) in freie Assoziationen übergehen. Der Maler, Pädagoge und Schüler Paul Klees, Paul Weißhuhn, trat in eine engere Beziehung zu Röder, dessen Arbeitsgemeinschaft Weißhuhn „entscheidende Anregungen, besonders Heinrich Röder selbst“ verdankte. Röder bezeichnete er als ihren „Meister“. Weißhuhn schrieb: „Wir erleben Kunst als Weg zu Erkenntnissen.“
Heinrich Röder war ebenso mit Karl Otto Götz befreundet, einem Hauptvertreter der abstrakten Kunst, der bei seinen Besuchen in Wuppertal des Öfteren bei Röder übernachtete. Die Philosophie Röders und Rudolf Steiners überzeugte ihn allerdings nicht. Röder veröffentlichte 1950 in der Zeitschrift Das Kunstwerk einen Artikel über Götz, in dem er auf die „Bedeutung“ verweist, „die er (Götz) dem Metamorphoseprinzip für die Gestaltung mit Recht beimißt.“
Röder  war Mitglied im Bund Deutscher Architekten.

## Werk
Als Künstler:
Heinrich Röder fertigte die am 24. Februar 1934 mit einer Festveranstaltung in Wuppertal eingeweihte Büste zu Ehren des Chemikers und Industriellen Geheimrats Carl Duisberg. In der Vorbereitung hatte Röder Carl Duisberg mehrfach in Leverkusen aufgesucht. Stifter war der Verein der Freunde der Oberrealschule, des späteren Carl-Duisberg-Gymnasiums (CDG). Die Büste fand ihren Platz in der Nähe des Chemiesaales im Schulgebäude an der Diesterwegstraße, später im Neubau an der Max-Planck-Straße (Schulzentrum Ost). Hier befand sich lange Zeit eine ständige Ausstellung zum Namensgeber der Schule, wo auch die Büste untergebracht war. Am 24. November 1999 wurde die Büste von Unbekannten entwendet. Sie wurde zwar später von der Polizei sichergestellt und an das CDG zurückgegeben, jedoch war sie derart beschädigt, dass sie nicht mehr ausgestellt werden konnte.
1952 gestaltete Röder die Fenster des Verwaltungsgebäudes der ehemaligen Schloemann AG in Düsseldorf mit 39 Scheiben nach dem Thema „Das elementare Wesen der Pflanze“. Der Glasschliff wurde ausgeführt von Hanns Model, Stuttgart. Hinzu kommt der „Phönix“, eine Plastik aus grauem Lava-Basalt an der Gartenseite des Gebäudes, ausgeführt von Julius Haigis, Düsseldorf.
Das Sandsteinrelief „Die Elemente und der Mensch“ über dem Portal des Gebäudes wurde von Andreas Singer, Düsseldorf ausgeführt. Zur Ausstattung gehörten im Innern des Gebäudes Gobelin und Wandbilder, letztere sind nicht mehr vorhanden.
Als Architekt:

Folgende Bauten wurden Heinrich Röder alleine zugeschrieben:
- Wilkhausstraße 29 in Wuppertal, für Heinrich Röder, 1925
- Freiligrathstraße in Wuppertal, für Walter Gonsberg, 1927
- Schwanenstraße 6 und 8 in Wuppertal, Doppelhaus für Günsler und Schmock, 1927
- Wilkhausstraße 17 und 19 in Wuppertal, für Paul Seelig und Ewald Röder, 1928
- Zu den Dolinen 68 (früher In der Heide)in Wuppertal, für Eugen Hackländer, 1928
- Wilkhausstraße 52 in Wuppertal, für den Maler Kurt Nantke, 1929
- Hotelpension, Chiavari, Italien, für Hanns Westermann, 1933/34
- planerische Mitarbeit unter Baurat Günther am Bau der Wuppertaler Kasernen, 1936
- Königsberger Straße 76 in Wuppertal, für H. Heinen, 1939
- Buschenburg 60 in Wuppertal, für den Maler Paul Weißhuhn, 1952/53

Während seiner Bautätigkeit in Wuppertal arbeitete Röder zeitweilig in wechselnden Arbeitsgemeinschaften.

Folgende Bauten entstanden unter der Architektengemeinschaft Heinrich Röder und Werner Strößer (Strösser), 1927–1929:
- Föhrenstraße 8 in Wuppertal, Zweifamilienhaus für Ernst Edelmann, 1928
- Weddingenstraße 8 in Wuppertal, für den Chemiker Fritz Steinberg, 1928/29
- Wuppertal, verschiedene Haustypen, zweistöckige Doppel-Zweifamilienhäuser (= 138 Wohnungen) für die Baugenossenschaft der Kriegsbeschädigten, Reichsbund, 1927–1929
- Horather Straße 42–48 (heute Zum Alten Zollhaus) in Wuppertal, 1927/28
- Wilkhausstraße 14–20, 22 und 24, 30 und 32, 34 und 36, 42 und 44, 46 und 50 in Wuppertal, 1927/28
- Windhornstraße 2 und 4, 6, (8), 10–12 in Wuppertal, 1927/28
- Auf dem Brahm 1 und 3, 2–12, 14 und 16 in Wuppertal, 1927/28
- Hatzfelder Straße / Liebigstraße / In der Heide (heute Zu den Dolinen 54 und 56) in Wuppertal und Schwelm, 1927/28

Folgende Bauten entstanden unter der Architektengemeinschaft Röder und Büsse, 1935–1938:
- Dorner Weg 49 in Wuppertal, für den Rechtsanwalt Erich Hertmanni, 1935
- Dorner Weg 45 in Wuppertal, für Werner Hahn, 1937/38
- Mackensenstraße 48 (heute Goerdelerstraße) in Wuppertal, für den Landgerichtsrat Peter Hucklenbroich, 1938
- Am Dausendbusch 23 in Wuppertal, für Franz Klauser, 1938
- Bockmühle 8 in Wuppertal, Werkshalle der Firma Robert Zinn, Engels & Co. (Metallwarenfabrik, Metall- und Kaltwalzwerk), 1938
- Kasernen Hermannshöhe, Parkstraße und Lichtscheid, 1937/38

Folgende Bauten entstanden unter der Architektengemeinschaft Röder, Büsse und Halbach, 1938/39:
- Randsiedlung Lüntenbeck, Einfamilienhäuser westlich des Schloss Lüntenbeck in Wuppertal, 1938/39

Folgende Bauten entstanden unter der Architektengemeinschaft Röder, Büsse und Karstein, 1938/39:
- Otto-Hausmann-Ring  192–210 und 220–240 in Wuppertal, für die Gemeinnützige Kleinwohnungsbau GmbH, 1938/39
- Düsseldorfer Straße 8–28 in Wuppertal, für die Gemeinnützige Kleinwohnungsbau GmbH, 1938/39

## Veröffentlichungen
- Heinrich Röder: „Vom Motiv zur Komposition.“ Auszug Fakturenfibel von Karl Otto Götz. Das Kunstwerk Nr. 8–9, Baden-Baden 1950.[7]